# Undrafted
Undrafted é um filme independente lançado em 2016. Foi dirigido, estrelado e coproduzido por Joseph Mazzello. É baseado na história verídica do irmão de Mazzello que ficou fora do projeto da Major League Baseball.[carece de fontes?]

## Sinopse
Uma grande jogador de beisebol do colegial foi tirado do projeto da Major League Baseball. Um jogo de beisebol intramural com seus companheiros desajustados em seguida, torna-se extremamente importante para ele, enquanto ele tenta vir a enfrentar seus sonhos tracejados.[carece de fontes?]

## Elenco
- Joseph Mazzello ... Pat Murray
- Aaron Tveit ... John "Maz" Mazzello
- Tyler Hoechlin ... Dells
- Chace Crawford ... Arthur Barone
- Philip Winchester ... Fotch
- Jim Belushi ... Jim
- Manny Montana ... Zapata
- Matt Bush ... David
- Michael Fishman ... Antonelli
- Duke Davis Roberts ... Ty Dellamonica
- Matt Barr ... Anthony
- Billy Gardell ... Umpire Haze
- Ryan Pinkston ... Jonathan Garvey
- Toby Hemingway ... Palacco
- Jay Hayden ... Vinnie
- Michael Consiglio ... Dave Schwartz

## Produção
Mazzello escreveu o roteiro para o filme, que é baseado em seu irmão, que era um jogador de beisebol de sucesso na faculdade e foi escolhido para jogar nos majores. Quando ele não foi redigido, um jogo de beisebol intramural com seus companheiros de equipe fizeram o jogo mais importante da sua vida. Do que ele disse: "Eu assisti por 15 anos como meu irmão trabalhou incansavelmente para tornar seu sonho realidade só para vê-lo nunca acontecer e foi comovente [...] Durante esse tempo eu vi o amor que ele e seus companheiros tiveram um para o outro, o jogo que é o coração da nossa história ".